# Kurt Hering
Kurt Karl Moritz Hering (* 6. Februar 1880 in Nürnberg; † 21. April 1969 in Nürnberg) war ein deutscher Maschinen- und Apparatefabrikant. 

## Leben
Nach dem Abitur am humanistischen Gymnasium in Nürnberg studierte Hering an den Technischen Hochschulen München und Darmstadt Ingenieurwissenschaften. 1901 wurde er Mitglied des Corps Franconia München. Nach Abschluss des Studiums wurde er 1906 Konstrukteur bei der Vulcan-Werft in Stettin. Von 1907 bis 1908 hatte er die gleiche Funktion bei der Friedrich Krupp AG, Grusonwerk in Magdeburg, inne. Anschließend trat er in die väterliche Firma AG A. Hering, Maschinenfabrik und Apparatebauanstalt in Nürnberg ein, deren Direktor und Vorstandsmitglied er wurde.
Im Ersten Weltkrieg diente Hering in der Bayerischen Armee und war von 1916 bis 1918 Leiter der Heereswerkstätten West in Lille und Charleroi. Als Oberleutnant wurde er mit dem Eisernen Kreuz II. Klasse und dem Militärverdienstorden IV. Klasse mit Schwertern ausgezeichnet.
Weiterhin war er Geschäftsführer der Stahl und Eisen GmbH Nürnberg-Berlin, einem Spezialunternehmen für Spurkranzschweißung sowie Bereitsmitglied des Weltwirtschaftsverbandes Nürnberg.
Hering tätigte Erfindungen auf den Gebieten der Wärmewirtschaft, der Aufbereitung von Isolierölen und der automatischen Lichtbogenschweißung.